# Suíça nos Jogos Olímpicos de Inverno da Juventude de 2012
A Suíça competiu nos Jogos Olímpicos de Inverno da Juventude de 2012, realizados em Innsbruck, Áustria.